# 放送授業
放送授業（ほうそうじゅぎょう）は、テレビ・ラジオなどの放送による授業の形態のこと。インターネットを利用したネット授業の形態の場合も、放送授業に分類されることがある。

## 歴史
放送電波を学校教育プログラムに利用しようとする試みは、日本では、1960年代（昭和30年代）の高度経済成長の時期から行われている。通信制高校ではNHK学園高等学校、東海大学付属望星高校などが通信制大学では慶應義塾大学（通信教育部）などの学校通信教育で放送授業を実践してきた。1983年（昭和58年）には放送大学（通信制大学）が開学した。

## 放送授業の実際
放送授業は、テキスト（印刷教材）とテレビやラジオの放送による映像や音声の解説によって行われる。講師は、テキストXXXページを参照するようにと指示を出す。講義そのものは、テキスト内容の解説が主である。同じ曜日の決まった時間に同じ科目の放送授業が1年間や半年間などの放送期間で番組編成されて放送される。夏休みや春休みには「特別講義」や過去に放送された放送授業の再放送が放送される。放送授業を補完するために、通信制高校や通信制大学ではスクーリング（面接授業）が行われている。
- NHK学園高等学校（通信制高校） - NHK Eテレ（NHK教育テレビ）やNHKラジオ第二放送において、30分の番組からなり1年間で放送授業が行われる。
- 放送大学（通信制大学） - 放送大学学園のテレビとラジオのBSデジタル放送（衛星放送）において、1科目あたり45分の番組15回からなり半年で放送授業が行われる。ただし、放送授業の扱いだが、インターネット配信限定の科目も存在する。

## 単位認定
放送による授業のため、誰でも視聴可能であるが、視聴しただけでは卒業の要件を満たさない。
そのため、放送授業を行う通信制高校や通信制大学では入学手続きを行い生徒登録や学生登録をして、放送授業と連動したレポート提出によって、単位を取得するために単位認定試験を受けて合格すると単位認定が行われる。
また、大学等設置基準や学習指導要領によって、放送授業に連動する形でのスクーリング（面接授業）の科目を選択する必要もある。
なお、大学の講義室や地方会場で講義をビデオで受講させる形式も放送授業として取り扱われる。
一般的に、一定数は面接授業（スクーリング）の単位として認定されるが、卒業要件上は一定の単位数を超えた場合は面接授業と認められない場合が多い。
なお、放送大学の場合は、放送科目、面接・オンライン科目、授業形態を問わない科目（一部のオンライン科目を含む）に分けられており、放送科目の最低履修単位数を上回った場合は、授業形態を問わない科目の単位として認定されるため、面接・オンライン科目の単位をカバーすることはない。

## 放送授業の進化
放送授業における最大の難しい点は、質問や疑問がある時に相談を受けられない事である。そのため、通信制高校や通信制大学では、各地に設置した学習センターで行われるスクーリング（面接授業）などで講師に質問するような学習をサポートする仕組みになっている。しかし、通信制の学校の場合は、通学の学校と比べると進級・卒業が難しいという問題点もある。
従来のテレビやラジオの放送を利用した一方向の放送授業に変わって、2010年代以降からインターネットの技術の発展により「ネット授業」と呼ばれる新しい形態の放送授業が普及してきている。通信制大学や通信制高校の学校通信教育だけでなく大学受験予備校などでも利用されている。通信制大学や通信制高校では、放送授業やネット授業についての質問や疑問をEメールやオンラインで行うなど双方向で学習をサポートする仕組みになってきている。

## 生涯学習
生涯学習や社会教育を目的として、趣味講座（手芸、園芸など）や語学講座（英語、フランス語など）も放送授業として行われている。この場合には、学習の達成度を判定することが目的ではないため単位認定試験などは行われない。生涯学習や社会教育は、自己啓発や生活の充実や職業的知識・技能の向上を目的として行われているためである。